# Atek Na
La revista Atek Na [En la tierra], es una publicación científica anual, revisada por pares, de acceso abierto, editada por la Universidad Nacional de Luján (UNL) para difundir la investigación en Ciencias Antropológicas de Argentina. 

## Etimología
El nombre de la revista significa "En la tierra" y proviene de la lengua gününa iájīch del pueblo puelche.

## Tipos de trabajos
Esta revista científica publica diferentes tipos de secciones, como artículos completos y originales de investigación, notas, comentarios, reseñas bibliográficas y obituarios. Tanto los comentarios como los obituarios son solicitados por el comité editorial. Los demás tipos de trabajos son a solicitud del autor.
Atek Na se publica bajo licencia creative commons de tipo "Atribución, No comercial, Compartir Igual 4.0 Internacional".

## Historia
En el año 2001 un conjunto de investigadores, becarios y técnicos del CENPAT-CONICET impulsaron la creación de la revista. El primer número fue publicado en 2003, aunque dejó de publicarse hasta el año 2013, desde el cual retomó la periodicidad anual, continuando de forma ininterrumpida desde dicho año hasta el 2021. En esta nueva etapa iniciada en 2013, Atek Na comenzó a coeditarse con otras editoriales universitarias en el marco de una perspectiva federalista que alberga las miradas de variadas orientaciones teóricas. Hasta el año 2021 se habían editado 10 números.
La importancia de la revista se ve reflejada por la publicación hasta dicho año de 98 artículos originales con evaluación por pares. En su mayoría se trata de trabajos que versan sobre el pasado y la realidad patagónica, aunque también se publican artículos de otras partes de la Argentina o de Latinoamérica. Dentro de estos los más numerosos fueron los de temática arqueológica, de los que se cuentan 28 trabajos; seguidos por los de antropología social, con 19 y reseñas de libro con 14. También en la revista se publicó un dossier que reunió 14 trabajos relacionados con antropología social. Las investigaciones de historia cuentan con 9 artículos, así como otros dos sobre gestión del conocimiento y etnobotánica. Otras secciones publicadas son notas breves, esto es, trabajos más cortos pero igualmente evaluados por pares, y la sección in Memorian, de los cuales se publicaron obituarios de los siguientes especialistas en investigaciones relacionadas: el antropólogo social Hugo Ratier; el lonko  de la Comunidad Lof Vicente Catrunao Pincén, Luis Pincen; la arqueóloga Isabel Pereda; y los arqueólogos Antonio Austral y Alberto Rex González.
A partir del mes de julio de 2022, la revista comenzó a formar parte del Núcleo Básico de Revistas Científicas Argentinas, lo que implicó que la revista pasó una serie de evaluaciones exigentes que tienen en cuenta criterios únicos definidos de calidad y trascendencia, que siguen una pauta de criterios internacionales, establecido por el Centro Argentino de Información Científica y Tecnológica (CAICYT) del Consejo Nacional de Investigaciones Científicas y Técnicas (CONICET).

## Publicaciones destacadas
En el Volumen 7 del año 2018, se publicó un trabajo arqueológico sobre el estudio de un collar confeccionado con cuentas de valvas de Megalobulimus sp. Este collar fue recuperado en el sitio arqueológico Aquihuecó, un sitio de entierros humanos del norte de la provincia del Neuquén, Patagonia, Argentina, datado en más de 4.000 años antes del presente. La relevancia del adorno reside en que la materia prima para su confección proviene de regiones muy alejadas geográficamente, e incluso otros hallazgos en el centro de Santa Cruz y la zona de Coihaique (Chile), refuerzas la interpretación del uso de artefactos de esta materia prima para crear artefactos que fueron transportados hasta 2000 km. Estas evidencias en arqueología son un fuerte indicador de intercambio a larga distancia entre diferentes grupos sociales.
El impacto de este estudio para la sociedad actual del norte patagónico se vio reflejado en la publicación del libro "El camino del Collar", una historia de ficción arqueológica, basada en los datos científicos publicados en ese trabajo.

## Indexación
La revista Atek Na está indizada en Latindex Catálogo, Redib, LatinREV, DOAJ, CiteFactor, Mir@bel, SherpaRomeo y el Núcleo Básico de Revistas Científicas, CAICyT – CONICET.